# Heinrich Kloidt
Heinrich Kloidt (* 14. Juni 1905 in Sommersell, Kreis Höxter; † 6. November 1970) war ein deutscher Wirtschaftswissenschaftler.

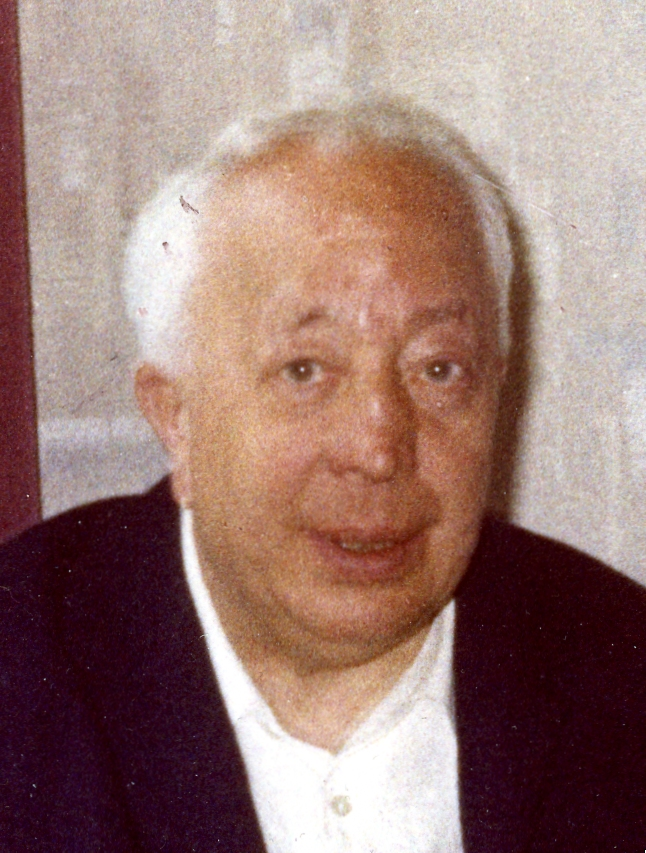
Heinrich Kloidt

## Leben
Kloidt studierte ursprünglich Jura und Philosophie. Als Mitglied des Friedensbundes Deutscher Katholiken war ihm aber die Laufbahn als Jurist und der Eintritt in den Staatsdienst zur damaligen Zeit verwehrt und daher begann er im Sommersemester 1937 Betriebswirtschaftslehre zu studieren. Durch den Ausbruch des Zweiten Weltkrieges und seinem damit verbundenen Kriegsdienst und nachfolgender Kriegsgefangenschaft konnte er erst 1948 sein Studium an der Freien Universität Berlin (FU Berlin) fortsetzen. Sein Diplom erhielt er im Sommersemester 1949. Drei Jahre später, am 24. Mai 1952, wurde er mit einer Arbeit über die Probleme der Betriebspolitik zum Dr. rer. pol. promoviert.
In den nachfolgenden Jahren engagierte er sich stark für den Aufbau der Sozial- und Wirtschaftswissenschaftlichen Fakultät an der FU und des Instituts für Industrieforschung unter Erich Kosiol. So wurde er 1952 zum Oberassistenten und 1959 zum wissenschaftlichen Rat des Instituts bestellt. Am 22. Juni 1962 habilitierte Kloidt sich für Betriebswirtschaftslehre. 1967 wurde er dann zum außerplanmäßigen Professor und Leiter der betriebswirtschaftlichen Bibliothek der FU ernannt.

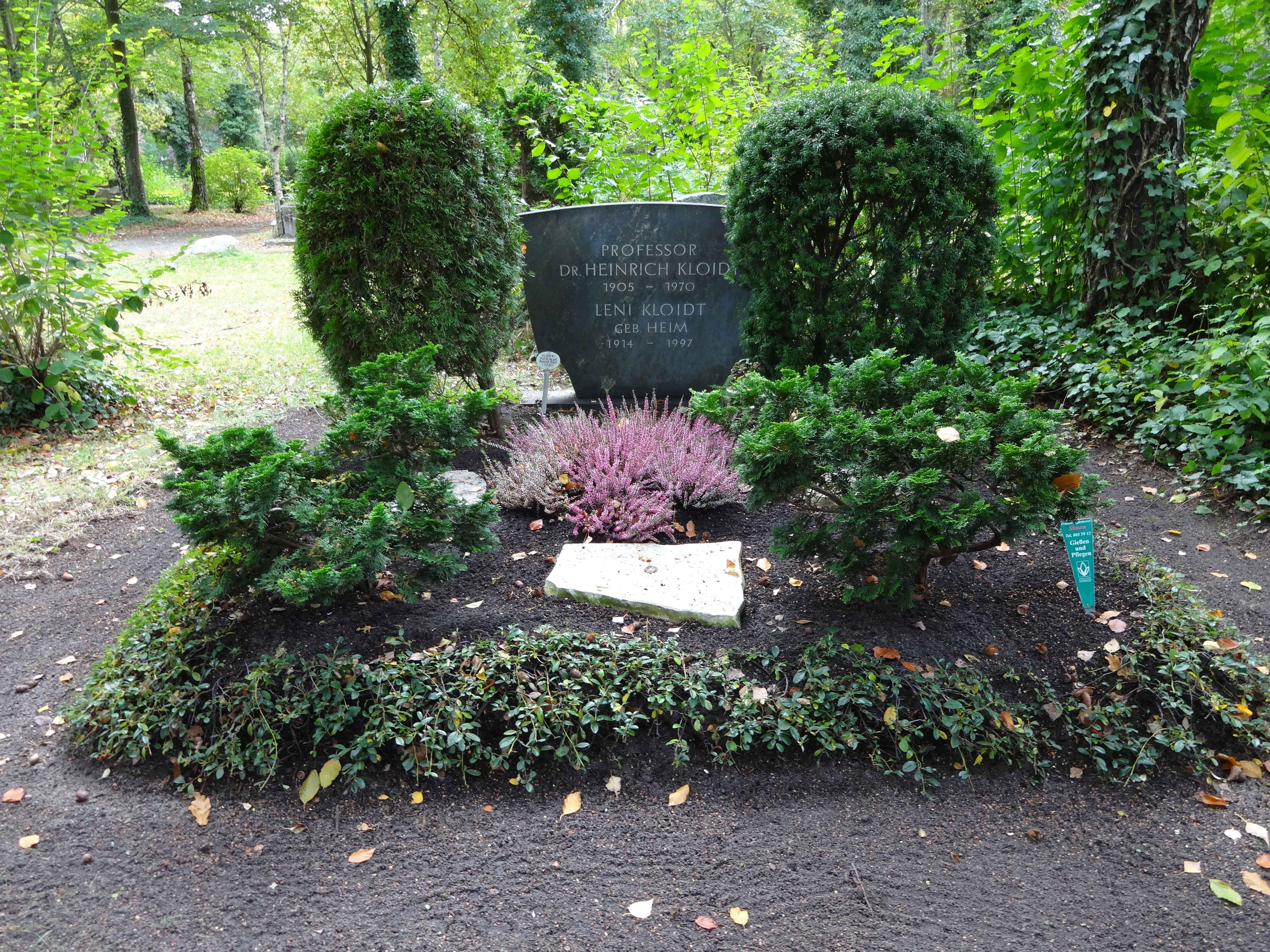
Grabstätte

Er ist auf dem Waldfriedhof Zehlendorf bestattet.

## Schriften (Auswahl)
- "Zur Problematik des Entscheidungsprozesses" mit A. Dubberke und J. Göldner in Organisation des Entscheidungsprozesses, Erich Kosiol (Hrsg.), Berlin 1959, S. 9ff
- "Zur ontologischen Grundlegung der Betriebswirtschaftslehre" in ZfB 1963, S. 493 ff
- Kalkulationslehre. Eine Einführung in das Kalkulationswesen in Handel und Industrie. Betriebswirtschaftlicher Verlag Dr. Th. Gabler, Wiesbaden 1963.
- "Betriebswirtschaftliche Forschung in internationaler Sicht, Festschrift für Erich Kosiol zum 70. Geburtstag", Berlin 1969